# Ивар I (король Дублина)
Ивар I (Имар; Ivar, др.‑ирл. Ímar; умер в 873) — король Дублина с 856 года, король Йорка с 866 года, правитель Лимерика, брат королей Дублина Олава и Асла. Считается родоначальником династии Уи Имар (дом Ивара).

## Биография

### Происхождение
Ивар или Имар иногда отождествляется с легендарным Иваром Рагнарссоном (Иваром Бескостным), сыном легендарного датского морского короля Рагнара Лодброка. Согласно «Фрагментарным анналам Ирландии», Ивар, происхождение которого достоверно неизвестно, являлся братом Олава I и Асла, королей Дублина.

### Правление
Ирландские анналы сообщают, что в 857 году братья Ивар и Олав в Мунстере нанесли поражение своему конкуренту Кетилю Плосконосому, королю Мэна (ок. 853—866), союзнику верховного короля Ирландии Маэлсехнайлла мак Маэла Руанайда.
В «Хронике скоттов» говорится, что в 858 году Ивар вместе со своим ирландским союзником Кербаллом мак Дунлайнге, королём Осрайге (842—888), разбил войско септа Кенел Фиахах.
В 860 году братья Ивар и Олав I во главе большого войска викингов совершили поход на королевство Миде. В 863 году Ивар, Олав и Асл вместе с Лорканом мак Катайлом, королём Миде, опустошили владения Фланна мак Конайнга, короля Бреги (851—868).
В 870 году «Анналы Ульстера» сообщают, Ивар сопровождал своего брата Олава во время военной кампании против королевства Стратклайд в Шотландии. Викинги осадили Дан-Британн, столицу королевства, и после четырёх месяцев осады взяли город. В 871 году Олав и Ивар вернулись в Дублин, привезя с собой много пленных англов, британцев и пиктов. Среди пленников находился и сам король Артгал ап Думнагуал. Согласно «Анналам Ульстера», в 872 году Артгал был убит в Дублине при подстрекательстве короля Альбы Константина I.
Согласно ирландским хроникам, Ивар скончался в 873 году.

### Семья
- Бард сын Ивара, король Дублина (873—881)
- Сигфрит (Сигфрид) мак Имайр (Сигфрит сын Ивара), король Дублина (881—888)
- Ситрик I мак Имайр (Ситрик сын Ивара), король Дублина (888—893, 894—896)

Его внуки Уи Имар (дом Ивара) вместе с их норвежско-гаэльскими потомками были активными деятелями Ирландии и Северной Англии в течение последующих двух столетий:
- Анлав Уи Имар (убит в 896)
- Ивар II Уи Имар (ум. 904), король Дублина (896—902)
- Рагналл Уил Имар (ум. 921), король Уотерфорда (917—921) и Йорка (918—921)
- Готфрид Уи Имар (ум. 934), король Дублина (921—934), король Йорка (927).